# Cordillera Central (Colombia)
La Cordillera Central is samen met de Cordillera Occidental en Oriental een van de drie gebergtes waar de Andes zich in Colombia in splitst. Het gebergte loopt in noordoostelijke richting van het Macizo Colombiano in het departement Cauca tot aan de Serranía de San Lucas, in Bolívar. Het gebergte is gelegen in de ecoregio Andesregio van Colombia.
Het oostelijke deel van het gebergte behoort tot het bekken van de Magdalena, terwijl de westelijke flank het stroomgebied van de Cauca voedt. In de Cordillera Central bevindt zich de Eje Cafetero.
Belangrijke steden in de Cordillera Central zijn Medellín, Pasto, Cali, Ibagué, Armenia, Manizales en Pereira.
De departementen Antioquia (26%), Tolima (15%), Bolívar (14%), Cauca (11%), Nariño (8%), Huila (7%), Valle del Cauca (6%), Caldas (5%), Putumayo (5%), Quindío (1%), Risaralda (1%) liggen in de Cordillera Central.

## Orografie

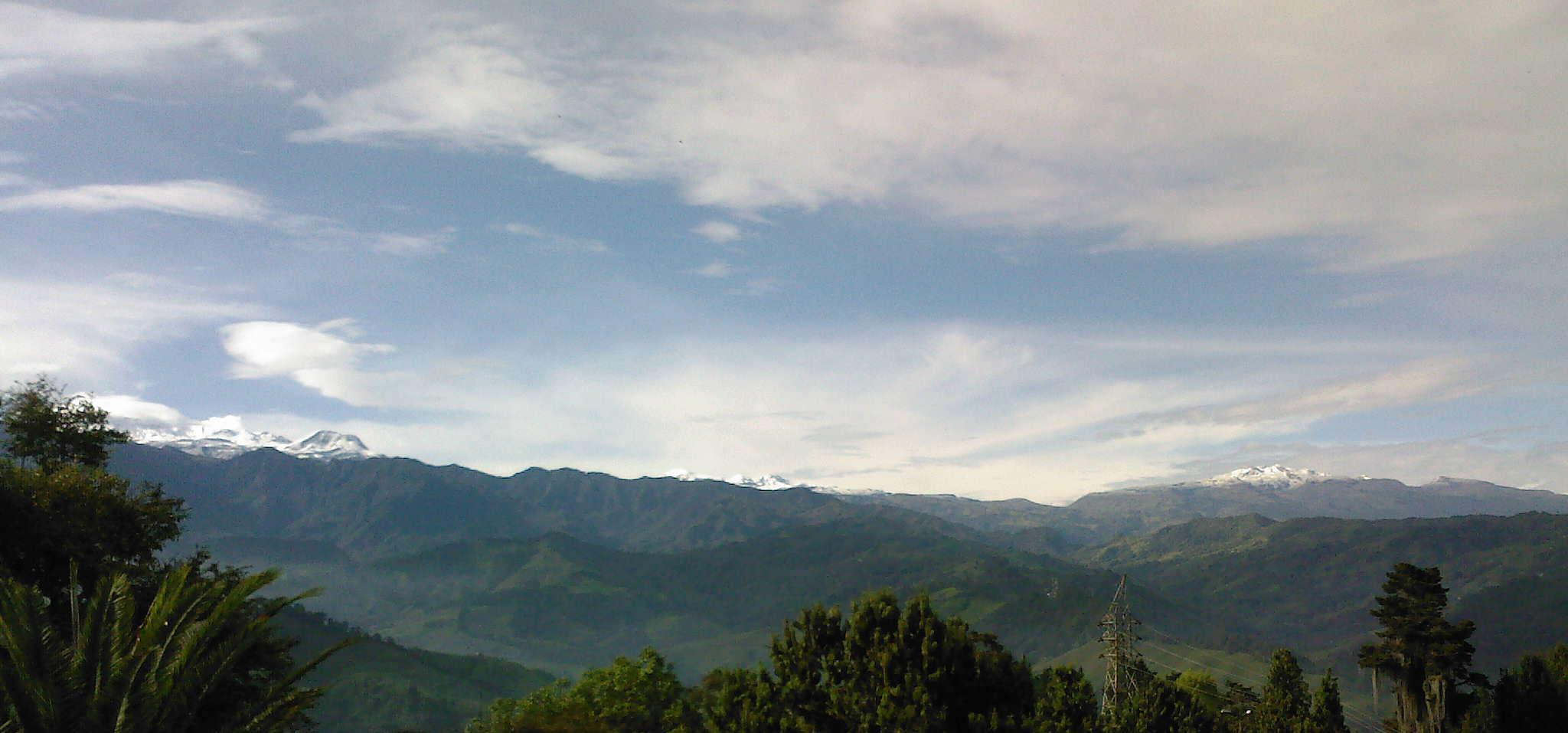
Parque nacional natural Los Nevados

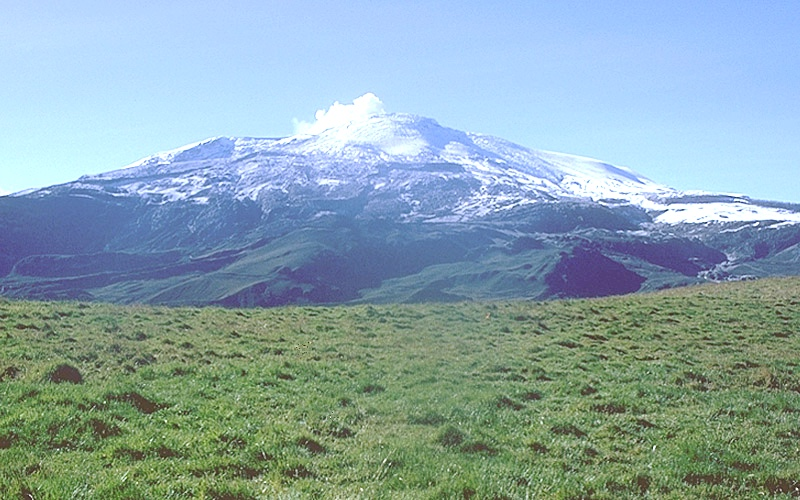
Nevado del Ruiz

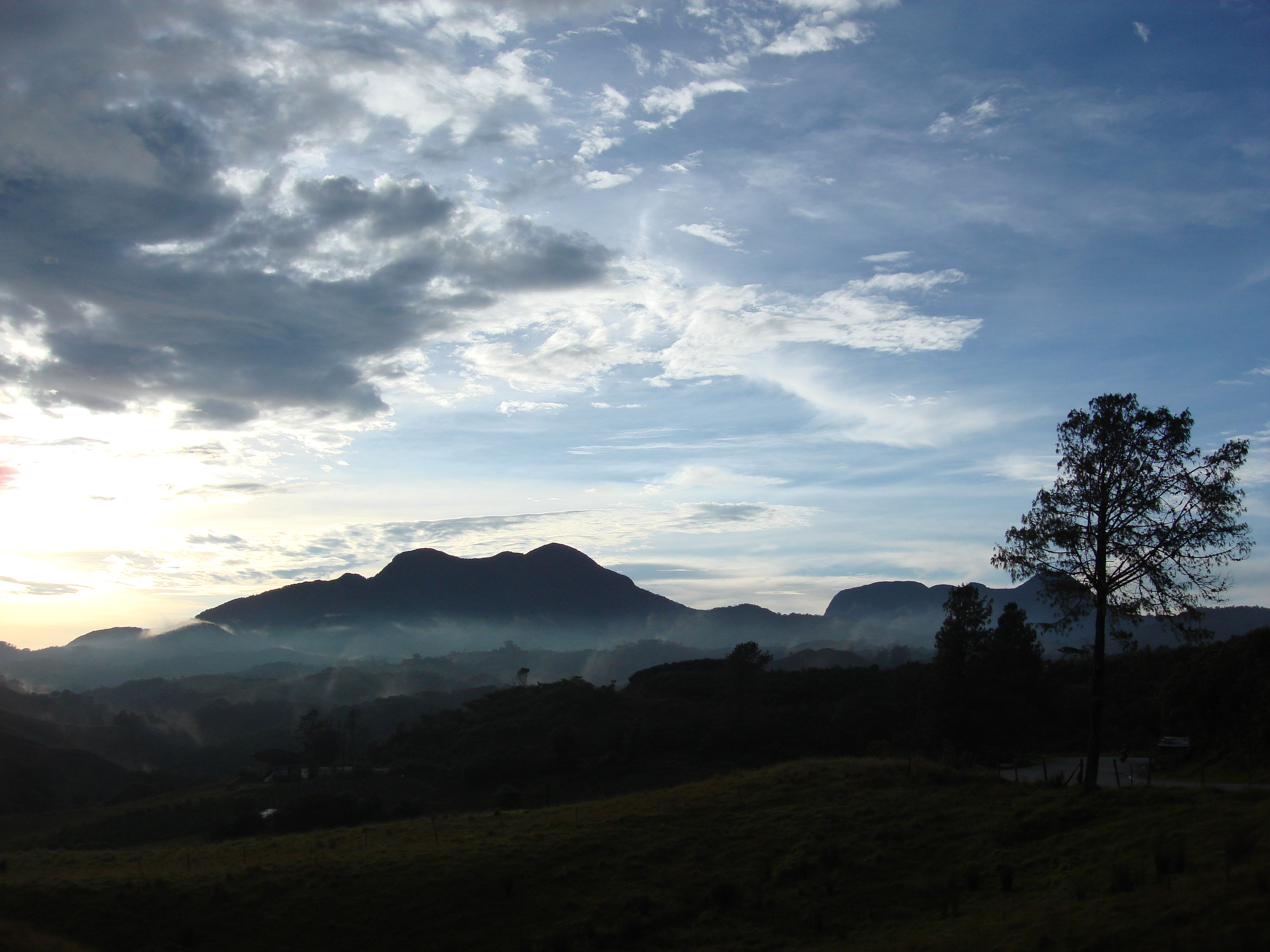
Cerros los Parados (Sonsón, Antioquia)

- Nevado del Huila (5750 m)
- Nevado del Ruiz (5321 m)
- Nevado del Tolima (5216 m)
- Nevado del Quindío (5150 m)
- Nevado de Santa Isabel (4965 m)
- Nevado el Cisne (4800 m)
- Nevado Pan de Azúcar (4670 m)
- Puracé (4646 m)
- Macizo Colombiano
- Serranía de San Lucas
- Valle de Aburrá

## Hydrografie

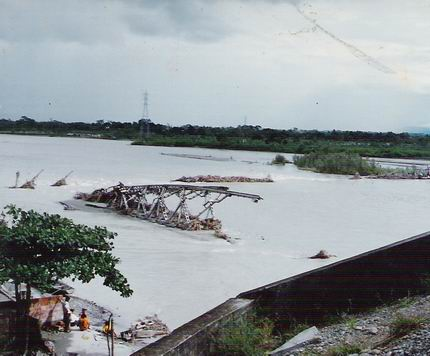
De Magdalena

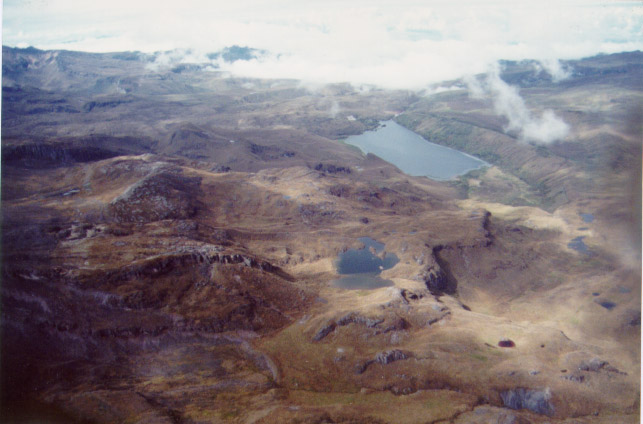
Zicht op de Laguna del Otún, waar de Otún ontspringt

De volgende rivieren en wateren ontspringen in de Cordillera Central:
- Magdalena
- Cauca
- Caquetá
- Patía
- Saldaña
- Nima
- Amaime
- Tulúa
- Amoyá
- Davis Cambrín
- Anamichú
- Otún
- Totarito
- Molinas
- Azufrado
- Lagunillas
- Río Azul
- Barbo
- La Miel
- Samaná Sur
- Medellín
- Nechí
- Laguna del Otún
- Laguna Verde

## Natuurparken
In de Cordillera Central bevinden zich de volgende natuurparken:
- Parque nacional natural Los Nevados
- Parque nacional natural Las Hermosas
- Parque nacional natural Nevado del Huila
- Parque nacional natural Puracé
- Parque nacional natural Selva de Florencia
- Santuario de fauna y flora Otún Quimbaya